# 私はシャドウ
『私はシャドウ』（わたしはシャドウ）は、粕谷紀子作・画の漫画作品。集英社の女性漫画雑誌『YOU』にて2007年14号から2010年23号まで連載された。単行本は文庫版全6巻。また、2011年21.22合併号には本編のその後を描いた特別編、2011年12月号には本編のスペシャル秘話を描いた特別編がそれぞれ読み切りで掲載された。
2011年10月期に『専業主婦探偵〜私はシャドウ』（せんぎょうしゅふたんてい わたしはシャドウ）のタイトルでテレビドラマ化された。

## あらすじ
夫にベタ惚れで 「ふみクンのために生きることが、あたしの幸せなの」と、夫・武文を熱愛する専業主婦・浅葱芹菜。周囲にあきれられても『影』に徹し、尽くすことに生きがいを感じていた。ところが武文に「気持ち悪い」と突き放される。落ち込む芹菜だったが、ひょんなことで私立探偵・宇尾陣内のところで働くことになったことから人生が大きく変わっていく…。

## 登場人物
浅葱芹菜（あさぎ せりな）→ 藤元芹菜（ふじもと せりな）
専業主婦。高卒後は大学に進学せず父の世話をしてきたが、父の勧めで見合いサークルに入会して武文と知り合い程なく27歳で結婚した。武文を熱愛し、彼に尽くすことが生きがいである。ロマン小説を読むのが趣味。探偵・陣内と出会い、彼の経営する事務所で働き出す。武文の不倫を知り彼から暴力を受けたあとは次第に事実を受け入れるようになる。のちに離婚し新しい人生をスタートさせる。陣内と共に仕事してうちに次第に陣内と惹かれ合う。
浅葱武文（あさぎ たけふみ）
芹菜の夫。ヒルズ証券総務第二部勤務。自分に尽くし深い愛情を注ぐ芹菜が重たいと感じている。上司の千早とは不倫関係にある一方で、芹菜に対してはモラハラを行ない暴力を振って酷い怪我を負わせる。
宇尾陣内（うお じんない）
私立探偵。調査会社OfficeJ社長。芹菜を雇ったあとは彼女とともに武文の不倫を調査する。
豊島（としま）
理容としまのオーナー。特殊メイクの達人。
戸倉もと子（とくら もとこ）
芹菜の高校時代からの親友。女性誌Mr.ミセス編集者。
新山千早（あらやま ちはや）
武文の上司。38歳。ヒルズ証券総務第二部部長。既婚者だが、武文とはお互い不倫関係をもっている。
新山晃（あらやま あきら）
千早の夫。ヒルズ証券専務取締役。千早とは既に家庭内別居状態である。
藤元（ふじもと）
芹菜の父。武文の元上司。現在はヒルズ証券の相談役。妻（芹菜の母）を交通事故で亡くしている。
涼音（すずね）
陣内の元恋人。

## 単行本
- 集英社文庫(コミック版)
  1. 2008年6月18日発売、ISBN 978-4-08-618759-6
  2. 2008年8月8日発売、ISBN 978-4-08-618760-2
  3. 2009年5月15日発売、ISBN 978-4-08-618879-1
  4. 2011年9月23日発売、ISBN 978-4-08-619274-3
  5. 2011年9月23日発売、ISBN 978-4-08-619275-0
  6. 2011年9月23日発売、ISBN 978-4-08-619276-7

## テレビドラマ
TBSテレビ系列の金曜ドラマ枠（毎週金曜日22:00 - 22:54、JST）で2011年10月21日から12月16日まで放送された日本のテレビドラマ。主演は深田恭子。
深田の金曜ドラマ枠での出演は2001年1月期に放送された『ストロベリー・オンザ・ショートケーキ』以来10年6カ月振りである。石田ゆり子との共演も『ストロベリー・オンザ・ショートケーキ』以来で藤木直人との共演は『鬼の棲家』以来である。
キャッチコピーは「私、夫を取り戻すために、探偵になります。」。
ドラマでは原作を元にしたオリジナルストーリーが展開され、結末も原作とは異なる。
Perfumeは、TBS制作のドラマでは、初の主題歌を担当した。
2022年3月16日から3月29日までBS-TBSで再放送された。

### 登場人物

#### JJ探偵事務所
浅葱 芹菜〈29〉
演 - 深田恭子
専業主婦。旧姓は藤元。武文の為だけに生きていたい、影になりたいと考えている。運動能力が乏しく機械音痴、車の運転で右折が出来ない。他人と比べたら劣っている部分が多く自発性に低いが、いざとなれば行動力を発揮し、接する人々誰にでも親身で洞察力は優れており、顧客満足度は高い。陣内に秘密を握られ、探偵事務所でアシスタントをする切っ掛けになる。そのことがきっかけで精神的にも成長し、武文が千早からのパワハラに悩んでいるのではと思い、夫を救う為、ひばり証券の派遣清掃員「山田真子」として変装し潜入する。愛読書はロマンス小説。
陣内 春樹〈30〉
演 - 桐谷健太
JJ探偵事務所所長兼探偵。芹菜が男性に暴行を受ける現場を盗撮し、夫に話されたくなければ30万払うよう要求する。元カノ・山下涼音の裏切り、探偵業務で浮気する人間の調査を重ねるたび、愛について懐疑的で強い不信感を持ってしまう。芹菜の頼み事を断れないお人好しの部分がある。3年前までは不動産会社に勤めていた。
誰にでも親身な芹菜に、段々と惹かれるようになる。そのため、夫の武文の行為を非難したこともあったが、芹菜のために終盤は彼女を支援した。
十島 丈二
演 - 古田新太
陣内が事務所を構える同じビルで、理容室「理容としま」を開いている理容師。夫に愛されたいと泣いていた芹菜に「もう一人の別の女性」になってみないかとメイクで変身させ、愛されたいなら自分が変わる必要があるとアドバイスする。陣内の不動産会社時代の元同僚。
美咲と過去に1度だげ関係を持つ、その過ちが原因でファッションデザイナーの妻と別居中だったが、芹菜の後押しで妻のいるパリへ旅立つことを決意し、和解する。

#### ひばり証券IR部経営企画局
浅葱 武文〈35〉
演 - 藤木直人
芹菜の夫、IR部課長補佐。義父でかつての上司・泰介と秘密裏にひばり証券21階の動向を探っている。芹菜の深い愛情を重たく感じている。自分に言い寄ってくる千早に対し、芹菜に言えない秘密と感情を抱いていく。更にそのことが新山常務に弱みを握られることとなり、新山の会社乗っ取りと彼への復讐心に燃える泰介との間で翻弄されることとなる。また、同時に成長した芹菜の姿に、本当に大切なものを見出していく。
福寿 幸太郎
演 - 長谷川朝晴
武文の同僚。現在離婚調停中の子持ちの女性と交際中。
梶木 圭吾
演 - 丸山智己
投資銀行部からIR部に移動して来る。
松島 洋輔
演 - 渡辺邦斗
吉永 久栄
演 - 吉田桂子
鶴田 実
演 - 小山圭太
幸田 文則
演 - 日野陽仁
IR部課長。愛妻家で有名だが、不透明に帰りが遅くなっていた。
新山 千早〈40〉
演 - 石田ゆり子
IR部部長、武文の上司。芹菜の素行調査を陣内に依頼する。武文を色仕掛けで落とそうと計画するが本気で好きになってしまい、泥沼にはまり抜け出せなくなる。

#### ひばり証券関係者
新山 晃〈50〉
演 - 遠藤憲一
常務取締役、千早の夫。かつて、泰介の部下だったが、多大な損失の責任を泰介に擦り付けることで失脚させた。また、千早と武文が不倫関係になったことを利用し、会社乗っ取りに武文を加担させようと画策する。
藤元 泰介〈57〉
演 - 小日向文世
芹菜の父親、 武文の元上司。ひばり証券・専務をしていたが5年前退職。現在は子会社の相談役を務めている。妻は10年前に他界。
池田
演 - 徳秀樹
新山の秘書。
ひばり証券社長
演 - 鳥越俊太郎（最終話）
徳丸 秋子
演 - 植木夏十
派遣会社からひばり証券に派遣されている清掃員。仕事に対してルーズで、芹菜に任せきりの部分が多い。

#### その他
戸倉 もと子〈29〉
演 - 芦名星（幼少期：吉崎莉愛）
芹菜の友人、主婦雑誌編集者。
ラーメン店員
演 - 佐々木卓馬
ラーメン「山小屋」店員。

#### ゲスト
第1話
鈴木
演 - 山田真歩
田中
演 - 松永京子
芹菜の同級生、キャリアウーマン。失敗しても責められない、社会的に評価もされない誰かの影に生きている芹菜の生活はシャドウワーカーだと話す。
長谷川 保
演 - 岡本信人
マンション管理人。住人に空気のような扱いをされ悔しい思いで住人がかわいがっている犬を盗む。
南崎 洋
演 - 安田顕（友情出演）
もと子がセッティングした合コンで芹菜と知り合う。強引に押し倒そうとしたとき、陣内が邪魔に入る。
第2話
村上 義彦
演 - チャンカワイ
東京リーガル学院予備校生。司法書士を目指しているが試験に8回落ち続け、生活費を稼ぐため広島物産展でアルバイトしている。
村上 安恵
演 - 山口いづみ
義彦の母親。試験前に姿を消した息子を心配しJJ探偵事務所に捜索を依頼する。
第3話
幸田 明美
演 - 有森也実
文則の嫁。芹菜と同じように旦那を「ふみちゃん」と呼んでいる。最近、1時間遅く帰ってくる夫が浮気しているのではないかと心配する。
第4話
横沢 伸一
演 - 鈴木裕樹（幼少期：中島凱斗）
もと子の初恋の相手で幼馴染。現在、工事現場で働き妻、子供と暮らしている。
小沼 義夫
演 - 石黒久也
趣味で江村ダンススタジオに通っている。
小沼 恵美子
演 - 角南範子
夫の浮気を疑い、JJ探偵事務所に調査を依頼する。
第5話
山下 涼音
演 - 松本莉緒
陣内の元カノ、スナック「エメラルド」店長。涼音が派遣社員として働いていた不動産会社で陣内と出会い、恋人関係になる。
満男
演 - 菅原大吉
涼音の今彼。
ホフマン
演 - マイケル富岡（第8話）
海外大手証券会社マリアブラザーズCEO、新山の取引相手。
松本
演 - 大浜直樹（最終話）
陣内と同業者の探偵、新山が高額の報酬で雇う。
第6話
町田 由香
演 - ちはる
福寿の恋人、図書館司書。2人の子持ちで、別居している夫とは離婚調停中である。
福寿 和子
演 - 青木和代
福寿の母親。由香の素行調査を依頼する。
第7話
瞳
演 - RIO（最終話）
丈二の元妻、パリ在住のファッションデザイナー。
渡辺 美咲
演 - 手島優
丈二と過去に1度だけ関係を持ち、その過ちで夫婦が別れる切っ掛けになる。
第8 - 最終話
亀吉
演 - 小松和重
従業員がいないガソリンスタンドのオーナー、車の整備から給油まで何でもこなす。

### スタッフ
- 原作 - 粕谷紀子『私はシャドウ』（集英社文庫）
- 脚本 - 中園ミホ、山岡真介、福間正浩
- 脚本協力 - 福間正浩
- 脚本監修 - 中園ミホ
- 監修 - 総合探偵社MR
- プロデュース - 磯山晶
- 演出 - 金子文紀、山室大輔、渡瀬暁彦
- 音楽 - 仲西匡、出羽良彰、田尻知之
- 音楽プロデューサー - 志田博英
- 主題歌 - Perfume「スパイス」（徳間ジャパンコミュニケーションズ）
- 製作著作 - TBS

### 放送日程
| 話数                                                       | 放送日         | サブタイトル                       | 脚本              | 演出     | 視聴率 |
| ---------------------------------------------------------- | -------------- | ---------------------------------- | ----------------- | -------- | ------ |
| 第1話                                                      | 2011年10月21日 | 美しすぎる夫の秘密                 | 中園ミホ          | 金子文紀 | 12.6%  |
| 第2話                                                      | 2011年10月28日 | 出張という名の不倫                 | 中園ミホ 山岡真介 | 金子文紀 | 08.7%  |
| 第3話                                                      | 2011年11月04日 | 妻は見た…密室の夫の行為            | 山岡真介          | 山室大輔 | 09.5%  |
| 第4話                                                      | 2011年11月11日 | 裏切り者の夜                       | 中園ミホ          | 山室大輔 | 10.3%  |
| 第5話                                                      | 2011年11月18日 | 夫の携帯は地獄の入口               | 福間正浩          | 渡瀬暁彦 | 09.5%  |
| 第6話                                                      | 2011年11月25日 | 夫と探偵、二人の男が目の前で       | 中園ミホ          | 渡瀬暁彦 | 10.2%  |
| 第7話                                                      | 2011年12月02日 | 私が本当に愛しているのは誰?        | 福間正浩          | 山室大輔 | 09.5%  |
| 第8話                                                      | 2011年12月09日 | 不意打ちキス! 私が主婦でなくなる日 | 中園ミホ          | 渡瀬暁彦 | 10.3%  |
| 最終話                                                     | 2011年12月16日 | 最終回! 私が救いたいのはあなた!    | 中園ミホ          | 山室大輔 | 09.8%  |
| 平均視聴率 10.0%（視聴率は関東地区・ビデオリサーチ社調べ） |                |                                    |                   |          |        |

- 初回は、22時 - 23時9分の15分拡大放送。

| TBS系列 金曜ドラマ                   | TBS系列 金曜ドラマ                                     | TBS系列 金曜ドラマ                                       |
| 前番組                               | 番組名                                                 | 次番組                                                   |
| ------------------------------------ | ------------------------------------------------------ | -------------------------------------------------------- |
| 美男ですね （2011.7.15 - 2011.9.23） | 専業主婦探偵〜私はシャドウ （2011.10.21 - 2011.12.16） | 恋愛ニート〜忘れた恋のはじめ方 （2012.1.20 - 2012.3.23） |